# Ǯ
Ǯ (kleingeschrieben ǯ) ist ein Buchstabe des lateinischen Schriftsystems, bestehend aus einem Ʒ mit Hatschek. Im uralischen phonetischen Alphabet stellt der Buchstabe einen Laut dar, der in etwa dem IPA-Zeichen /⁠ʤ⁠/ entspricht. Der Buchstabe wurde mit diesem Lautwert auch in das skoltsamische Alphabet übernommen. Dort erscheint es oft doppelt – in dem Fall wird es /dʤ/ ausgesprochen.

## Darstellung auf dem Computer
In Unicode ist das Ʒ mit Hatschek an den Codepunkten U+01EE (Großbuchstabe) und U+01EF (Kleinbuchstabe) enthalten.